# 獨眼新聞
《獨眼新聞》（英語：Eye News）總部位於台灣的一個網路媒體，於2019年8月成立，由前民視製作人陶貞穎創辦。

## 簡介

### 名字來源
在反對逃犯條例修訂草案運動期間，尖沙咀一名女子疑遭警方布袋彈射破眼罩、擊中眼睛，當場血流如注，《獨眼新聞》並以此命名，紀念該名女子。

### 大事記
- 2019年8月，前民視製作人陶貞穎創辦《獨眼新聞》。
- 2019年10月，香港網站「香港解密」上，公布上百名香港示威者及聲援香港的台灣人的個人資料，其中包括《獨眼新聞》創辦人陶貞穎[2][3][4][5]。而在事件發生後，《獨眼新聞》曾一度遭到臉書禁止發文。

## 外部連結
- 官方网站（繁體中文）
- 獨眼新聞的Facebook專頁
- YouTube上的獨眼新聞頻道